# Calopteryx
Calopteryx ist eine Gattung vergleichsweise großer Kleinlibellen aus der Familie der Prachtlibellen (Calopterygidae). Die lebhaft gefärbten Männchen besitzen oft gefärbte Flügel, während die weniger auffälligen Weibchen (mit Ausnahme der androchromen – wie Männchen gefärbte – Weibchen) meist durchsichtige Flügel haben. In beiden Geschlechtern gibt es kein Pterostigma. In Mitteleuropa sind die Gebänderte Prachtlibelle (Calopteryx splendens) und die Blauflügel-Prachtlibelle (Calopteryx virgo) weit verbreitet, in Südeuropa finden sich außerdem die Südwestliche Prachtlibelle (Calopteryx xanthostoma) und die Bronzene Prachtlibelle (Calopteryx haemorrhoidalis).

## Arten

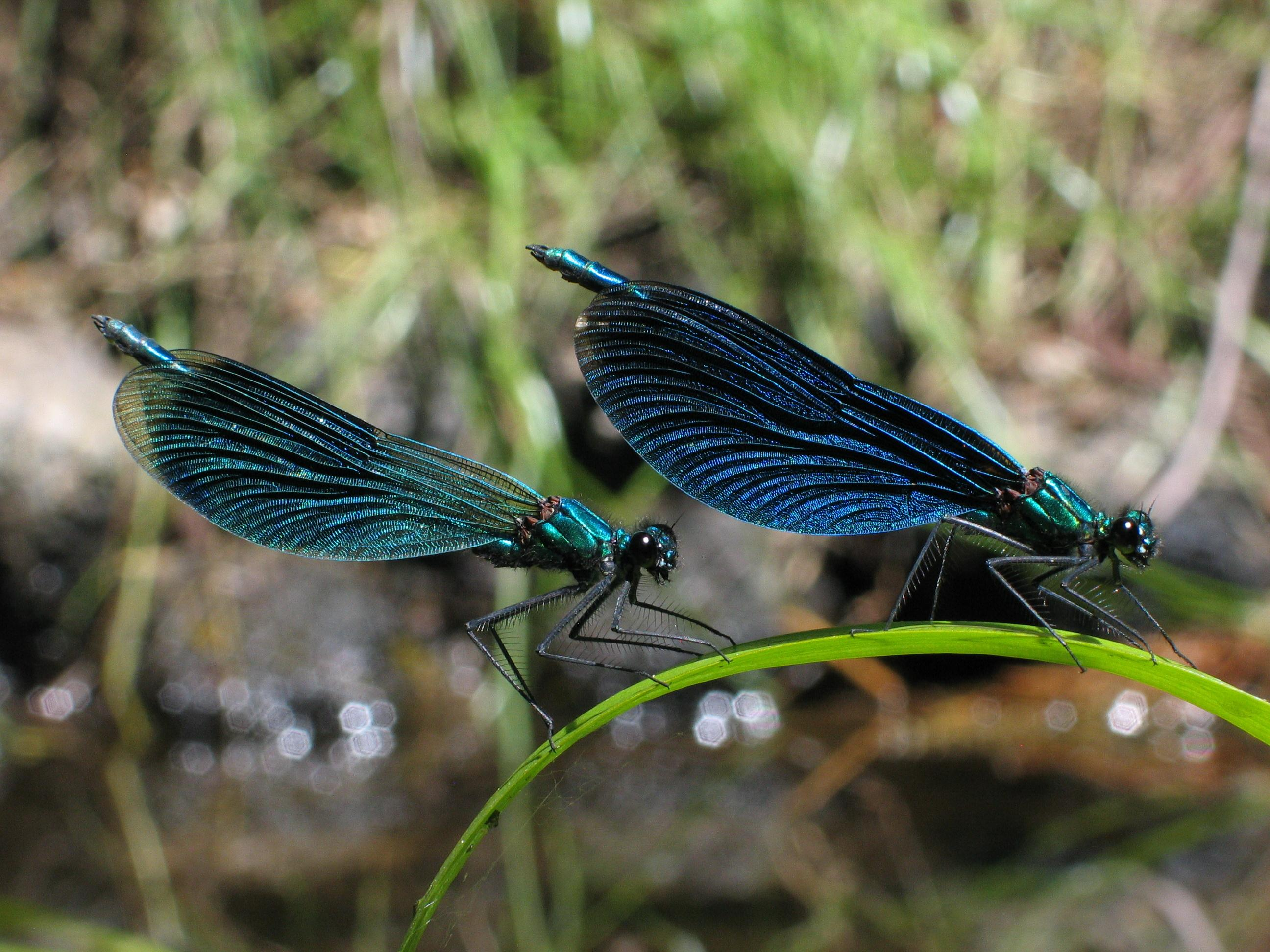
Männchen von Calopteryx splendens (links) und Calopteryx virgo (rechts) im direkten Vergleich

Nach Schorr et al. 2011 werden folgende 26 Arten der Gattung Calopteryx zugerechnet:
- Calopteryx aequabilis Say, 1840
- Calopteryx amata Hagen, 1889
- Calopteryx angustipennis (Hagen in Selys, 1853)
- Calopteryx balcanica Fudakowsky, 1930
- Calopteryx coomani (Fraser, 1935)
- Calopteryx cornelia Selys, 1853
- Calopteryx dimidiata Burmeister, 1839
- Calopteryx exul Selys, 1853
- Calopteryx haemorrhoidalis (Vander Linden, 1825) – Bronzene Prachtlibelle
- Calopteryx hyalina Martin, 1909
- Calopteryx intermedia Selys, 1887
- Calopteryx japonica Selys, 1869
- Calopteryx laosica Fraser, 1933
- Calopteryx maculata (Palisot de Beauvois, 1805)
- Calopteryx melli Ris, 1912
- Calopteryx mingrelica Selys, 1869
- Calopteryx oberthuri McLachlan, 1894
- Calopteryx orientalis Selys, 1887
- Calopteryx samarcandica Bartenev, 1912
- Calopteryx splendens (Harris, 1782) – Gebänderte Prachtlibelle
- Calopteryx syriaca Rambur, 1842
- Calopteryx taurica Selys, 1853
- Calopteryx transcaspica Bartenev, 1912
- Calopteryx virgo (Linnaeus, 1758) – Blauflügel-Prachtlibelle
- Calopteryx waterstoni Schneider, 1984
- Calopteryx xanthostoma (Charpentier, 1825) – Südwestliche Prachtlibelle